# Горрити, Хосе Игнасио де
Хосе Игнасио де Горрити (исп. José Ignacio de Gorriti; 1770, Сан-Сальвадор-де-Жужуй — 9 ноября 1835, Сукре, Боливия) — аргентинский государственный и общественный деятель, военный, активный участник гражданских войн в Аргентине XIX века, юрист.
Член Тукуманского конгресса, провозгласившего независимость Аргентины (9 июля 1816 года) и принявшего Конституцию Аргентины 1819 года.

## Биография
Родился в семье представителей местного дворянства. Образование получил в Кордове. С 1788 года изучал каноническое и гражданское право в Королевском и папском главном университете Святого Франциска Ксавьера Чукисака в Сукре (ныне Боливия).
В 1806 году оказал финансовую поддержку борьбе с Британским вторжением в вице-королевство Рио-де-ла-Плата.
После начала Майской революции в 1810 году в вице-королевстве Рио-де-ла-Плата стал её активным, решительным и убежденным сторонником движения за независимость Аргентины против испанского колониального господства. Присоединился к армии для борьбы с испанскими войсками в Верхнем Перу. Участвовал в сражениях в рядах Армии под командованием генерала Мартина де Гуэмеса, соратник Мануэля Бельграно.
В 1816 году был избран депутатом от Сальты на Тукуманский конгресс. Когда Конгресс перенёс штаб-квартиру в Буэнос-Айрес в 1817 году, ушёл в отставку, чтобы продолжить военное сотрудничество в Сальте с Мартином де Гуэмесом. Сыграл выдающуюся роль в кампании, организовав кавалерию из местных гаучо, обученных партизанской тактике. В 1820 году способствовал победе в решающей битве против роялистов.
В 1822—1829 годах служил губернатором провинции Сальта. Проводил кампанию за народное образование, общественное здоровье и благосостояние, среди прочего, в прогрессивной для того времени политике, близкой к партии унитаристов (Унитариос). При этом продолжал успешно сражаться как против испанских войск, так и против федералистов под командованием Хуана Факундо Кироги.
После конца «Лиги унитаристов», вынужден был вместе со своей большой семьей отправиться в изгнание в Боливию, где умер в нищете.
Дочерью Горрити была писательница Хуана Мануэла Горрити, которая вышла замуж за будущего президента Боливии Мануэля Исидоро Бельсу.